# Jon Rauch
Jon Erich Rauch (Louisville, 27 settembre 1978) è un ex giocatore di baseball statunitense.

## Carriera
Con i suoi 211 cm è il giocatore più alto nella storia della Major League Baseball. 
Dopo due stagioni nella Minor League Baseball, il 2 aprile 2002 ha debuttato coi Washington Nationals. Il 23 gennaio 2014 ha firmato un contratto con i Kansas City Royals ma il 28 marzo seguente si è svincolato.